# Ouratea opaca
Ouratea opaca är en tvåhjärtbladig växtart som beskrevs av Adolf Engler. Ouratea opaca ingår i släktet Ouratea och familjen Ochnaceae. Inga underarter finns listade i Catalogue of Life.